# جاكوار أكس كي140
جاكوار أكس كي140 (بالإنجليزية: Jaguar XK140)‏ هي سيارة من تصنيع شركة سيارات جاكوار.